# Räfst
Räfst (fornsvenska ræfst ’straff; domstol’, av fornnordiska refst ’straff’, av ræfsa ’straffa’) är i allmänt tal en i rättsliga former företagen (grundlig och omfattande) undersökning av ett brott, ett samhälleligt missförhållande eller dylikt, eller granskning av myndighets eller ämbetsmans förvaltning, eller rannsakning.
Ordet används även om avhjälpande av missförhållanden eller upprensning i samband med sådan undersökning, samt den dom eller det straff som utdelas i samband med sådan undersökning.